# Юдановка (Воронежская область)
Юдановка — село в Бобровском районе Воронежской области.
Административный центр Юдановского сельского поселения.

## Население
| 2000 | 2005 | 2010 |
| ---- | ---- | ---- |
| 649  | ↘581 | ↗611 |

## Улицы
| - ул. Молодёжная, - ул. Первомайская, | - ул. Подгорная, - ул. Советская. |